# A-1205
La A-1205 es una carretera que discurre por el valle del río Gállego y el Paisaje protegido de San Juan de la Peña y Monte Oroel. Conecta las localidades de Santa María de la Peña con Jaca, y las carreteras A-132, A-1603, N-240, y la N-330, a la cual su trazado correspondió durante años, antes de trasladarla a su paso por el Monrepós.

## Recorrido
Atraviesa las localidades de Santa María de la Peña, Triste, La Peña Estación, Anzánigo, Ena, Centenero, Osia, Bernués, y Jaca.

## Denominaciones
- N-330  (1940-1983). Según el Plan General de Obras Públicas de 1940.
- C-125  (1983-1999). Por la Resolución de 14 de diciembre de 1982 de la  Dirección General de Carreteras, por la que se hace pública la resolución ministerial de 19 de noviembre de 1982 que aprueba lo adecuación de la nomenclatura de las carreteras N-330, C-136 y C-125, provincias de Zaragoza y Huesca. Publicada en el BOE-A-1983-2299, BOE núm. 18, de 21 de enero de 1983 (páginas 1609 a 1609).[1]
- A-1205  (1999-Act.) Por la Ley 8/1998, de 17 de diciembre, de carreteras de Aragón. Publicada en el BOA núm. 150 de 30 de diciembre de 1998 y BOE núm. 23 de 27 de enero de 1999.[2]